# Шэньсийский педагогический университет
Шэньсийский педагогический университет (кит. упр. 陝西師範大學) — государственный университет в китайском городе Сиане. В 2006 году он был включен в проект 211. Министерство образования КНР относит ШПУ к университетам мирового класса.

## Рейтинги
В 2023 году Шанхайский рейтинг включил Шэньсийский педагогический университет в топ 501—600 университетов мира, а также ШПУ занял 67 место среди университетов Китая.

## Знаменитые выпускники
- Ли Кан — член Китайской академии наук
- Ян Сяошэн
- Чжао Вэй — ректор Университета Макао[4]